# V Camelopardalis
V Camelopardalis är en förmörkelsevariabel av Mira Ceti-typ i stjärnbilden Giraffen. 
Stjärnan har magnitud +7,7 och når i förmörkelsefasen ner till +16,0 med en period på 522,45 dygn. 